# Söderhamns kommun
Söderhamns kommun är en kommun i Gävleborgs län, vars centralort är Söderhamn.
Kommunen domineras av en småkuperad kustslätt. Längst i väster övergår slätten i en mer höglänt bergkullterräng. Genom kommunen flyter Ljusnan. I början av 2020-talet hade trä- och skogsindustrin en stark ställning inom kommunens näringsliv och verkstadsindustrin knyter till stor del an till denna sektor . 
Sedan 1975 har befolkningstrenden varit negativ. Under 2010-talet har befolkningstrenden åter varit positiv. År 2018 bröts 97 år av socialdemokratiskt styre och Alliansen tog makten. Alliansen fortsätter att styra även under mandatperioden 2022–2026.

## Administrativ historik
Kommunens område motsvarar socknarna: Mo, Norrala, Skog (del av), Söderala och Trönö. I dessa socknar bildades vid kommunreformen 1862 landskommuner med motsvarande namn. I området fanns även Söderhamns stad som 1863 bildade en stadskommun.
Vid kommunreformen 1952 bildades storkommunerna Norrala (av de tidigare kommunerna Norrala och Trönö) och Söderala (av Mo och Söderala) medan Söderhamns stad och Skogs landskommun förblev oförändrade.
Söderhamns kommun bildades vid kommunreformen 1971 av Söderhamns stad och landskommunerna Söderala och Norrala samt en del ur Skogs landskommun (området motsvarande Skogs församling).
Kommunen ingick 1971 i Sydöstra Hälsinglands domsaga och från 1972 till 31 oktober 2005 i Bollnäs domsaga och ingår sen dess i Hudiksvalls domsaga.
Kommunen ingår sedan 2018 i Förvaltningsområdet för finska. 

## Geografi
Kommunen gränsar i öster mot Bottenhavet.

### Topografi och hydrografi
Kommunen domineras av en småkuperad kustslätt. Längst I väster övergår slätten i en mer höglänt bergkullterräng. Berggrunden består till största del av gnejs och gnejsgranit, täckt av morän och bevuxen av barrskog. På kustslätten är moränen starkt svallad och blockrik. Sjökomplexet Bergviken–Marmen hittas vid i Ljusnans nedre lopp och vid den, liksom vid dalstråken Norrala–Trönö och Söderala–Mo, finns lermarker och öppen odlingsmark. Söderhamns skärgård har en  flikig kustlinje med fjärdar, halvöar och öar.
Nedan presenteras andelen av den totala ytan 2020 i kommunen jämfört med riket.
|  | Bebyggelse (5,1 %) |

|  | Skog (87,1 %) |

|  | Öppen myrmark (2,9 %) |

|  | Jordbruksmark (4,9 %) |

|  | Övrig mark (0,1 %) |

|  | Bebyggelse (3,1 %) |

|  | Skog (68,0 %) |

|  | Öppen myrmark (7,2 %) |

|  | Jordbruksmark (7,4 %) |

|  | Övrig mark (14,3 %) |

### Naturskydd
År 2022 fanns 14 naturreservat i Söderhamns kommun. Av dessa var sex även klassade som Natura 2000-områden.
Naturreservat Axmar bildades 1978 och omfattar ett område på cirka 4 500 hektar. Länsstyrelsen i Gävleborg beskriver reservatet som "södra Bottenhavskustens största sammanhängande skärgårdsområde". I reservatet trivs arter som ejder, svärta, vigg, småskrake och vitfågel. Området har präglats av Axmar bruk där det tillverkades järn under 250 år. Ett annat exempel på naturreservat I kommunen är Skidtjärnsbergets naturreservat. Det bildades 2008 och omfattar 39 hektar. I reservatet, som utgörs av skogsmark, trivs arter som sötgräs, vedtrappmossa, aspgelélav, svart taggsvamp, rynkskinn och gräddticka.

### Administrativ indelning
Fram till 2016 var kommunen för befolkningsrapportering indelad i sju församlingar – Ljusne, Mo-Bergviks, Norrala-Trönö, Sandarne, Skogs, Söderala och Söderhamns.

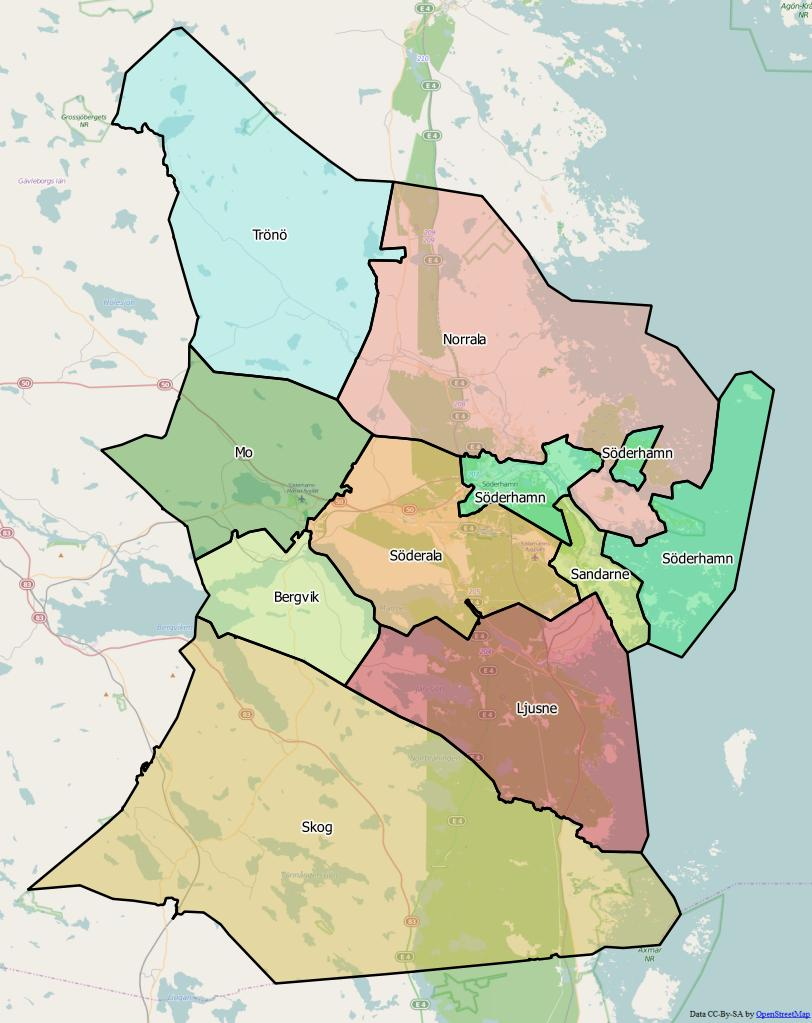
Distrikt inom Söderhamns kommun

Från 2016 indelas kommunen istället i nio  distrikt, vilka motsvarar församlingsindelningen 1999/2000:

- Bergvik
- Ljusne
- Mo
- Norrala
- Sandarne
- Skog
- Söderala
- Söderhamn
- Trönö

### Tätorter
Vid tätortsavgränsningen av Statistiska centralbyrån den 31 december 2010 fanns det tio tätorter i Söderhamns kommun.
| Nr                          | Tätort                   | Folkmängd |
| --------------------------- | ------------------------ | --------- |
| 1                           | Söderhamn                | 12 259    |
| 2                           | Ljusne                   | 1 946     |
| 3                           | Sandarne                 | 1 681     |
| 4                           | Marmaskogen och Söderala | 1 585     |
| 5                           | Bergvik                  | 719       |
| 6                           | Mohed                    | 550       |
| 7                           | Vannsätter               | 444       |
| 8                           | Åsbacka                  | 260       |
| 9                           | Vallvik                  | 242       |
| 10                          | Trönö                    | 215       |
| Centralorten är i fet stil. |                          |           |

| Karta |
| ----- |
|       |

## Styre och politik

### Styre
Mandatperioden 2010–2014 styrdes kommunen av de rödgröna, vilka samlade 25 av 49 mandat i kommunfullmäktige.
Efter valet 2014 fortsatte samla koalition styra kommunen, dock i minoritet. Sverigedemokraterna blev näst största parti, men deras roll som vågmästare bröts genom samarbete mellan de rödgröna och Alliansen. Valet 2018 ledde till att 97 år av socialdemokratiskt styre bröts när Alliansen tog över makten genom en minoritetskoalition. Socialdemokraternas ordförande Alexandra Gard sa att ”För Söderhamns bästa kommer vi nu inte sätta käppar i hjulet utan försöka genomföra en smidig övergång, därefter kommer vi bedriva en aktiv opposition och en socialdemokratisk politik”. Alliansens mandat minskade efter valet 2022 men fortsatte styra i minoritet. Det konstaterades att "Det har vi sett under de här fyra åren att vi ibland får stöd från S och V och ibland får vi stöd av SD".

### Kommunfullmäktige

#### Presidium
| Presidium 2022-2026    | Presidium 2022-2026 | Presidium 2022-2026 |
| ---------------------- | ------------------- | ------------------- |
| Ordförande             | M                   | Viktor Wärnick      |
| Förste vice ordförande | C                   | Lena Dufva          |
| Andre vice ordförande  | S                   | John Staffas        |

#### Mandatfördelning 1970–2022
| 5 | 30 | 9 | 4 | 3 |

| 47 |

| 6 | 27 | 12 |  | 4 |

| 42 | 9 |

| 5 | 29 | 11 | 3 | 3 |

| 39 | 12 |

| 4 | 31 | 9 | 3 | 4 |

| 38 | 13 |

| 4 | 32 | 9 |  | 5 |

| 37 | 14 |

| 4 | 30 | 7 | 4 | 6 |

| 38 | 13 |

| 6 | 28 |  | 7 | 4 | 4 |

| 36 | 15 |

| 5 | 24 |  |  | 7 | 4 |  | 6 |

| 29 | 22 |

| 6 | 28 | 3 | 6 |  | 6 |

| 27 | 24 |

| 11 | 22 |  | 6 |  | 3 | 6 |

| 26 | 25 |

| 10 | 17 |  | 11 | 4 | 3 | 4 |

| 28 | 23 |

| 5 | 20 |  |  |  | 2 | 10 | 2 | 2 | 5 |

| 29 | 20 |

| 3 | 20 | 2 |  | 6 | 7 | 2 |  | 7 |

| 28 | 21 |

| 4 | 18 | 2 | 2 | 8 | 7 | 2 |  | 5 |

| 25 | 24 |

| 4 | 14 |  | 8 | 11 | 2 | 2 | 7 |

| 26 | 23 |

| 4 | 15 | 10 | 8 |  | 3 | 8 |

| 30 | 19 |

### Nämnder

#### Kommunstyrelse
Kommunstyrelsens ordförande och vice ordförande tituleras kommunalråd och dess andre vice ordförande tituleras oppositionsråd.
| Presidium 2022-2026    | Presidium 2022-2026 | Presidium 2022-2026 |
| ---------------------- | ------------------- | ------------------- |
| Ordförande             | C                   | John-Erik Jansson   |
| Förste vice ordförande | M                   | Marjo Myllykoski    |
| Andre vice ordförande  | S                   | Magnus Flyckt       |

#### Lista över kommunstyrelsens ordförande
| Namn | Namn                | Från  | Till | Politisk tillhörighet |
| ---- | ------------------- | ----- | ---- | --------------------- |
|      | Nils Hjärpe         | 1971  | 1973 | Socialdemokraterna    |
|      | Elis Ellqvist       | 1973  | 1977 | Socialdemokraterna    |
|      | Henny Fager         | 1978  | 1987 | Socialdemokraterna    |
|      | Stig Wigren         | 1987  | 1998 | Socialdemokraterna    |
|      | Kjell Nilsson       | 1998  | 2002 | Socialdemokraterna    |
|      | Eva Tjernström      | 2002  | 2010 | Socialdemokraterna    |
|      | Sven-Erik Lindestam | 2010  | 2018 | Socialdemokraterna    |
|      | John-Erik Jansson   | 2018- |      | Centerpartiet         |

#### Övriga nämnder
Ordförande för Barn- och lärandenämnden samt Välfärdsnämnden tituleras kommunalråd.
| Nämnd                    | Ordförande | Ordförande        | Vice ordförande | Vice ordförande    |
| ------------------------ | ---------- | ----------------- | --------------- | ------------------ |
| Barn- och lärandenämnden | C          | Margareta Högberg | KD              | Jan Nilsson        |
| Jävsnämnden              | M          | Alexander Hägg    | C               | Lennart Andersson  |
| Samhällsservicenämnden   | M          | Marjo Myllykoski  | C               | Pär-Olof Stål      |
| Valnämnden               | Ob.        | Maria Svensson    | C               | Bo Andersson       |
| Välfärdsnämnden          | KD         | Anders Ramstrand  | M               | Karin Velander     |
| Överförmyndarnämnden     | C          | Kenth Burvall     | M               | Per-Yngve Velander |

### Vänorter
Söderhamn har tre vänorter: 
- Kunda, Estland
- Szczecinek, Polen
- Szigethalom, Ungern

och tre samarbetsorter:
- Brin Navolok, Arkhangelsk, Ryssland
- Os i Hordaland fylke, Norge
- Jakobstad, Finland

## Ekonomi och infrastruktur

### Näringsliv
I början av 2020-talet hade trä- och skogsindustrin en stark ställning inom kommunens näringsliv. Bland företag inom denna sektor återfanns bland annat sågverket  Stora Enso Timber, pappersmassafabriken  Vallviks Bruk AB och Kraton Chemicals AB som tillverkar talloljeprodukter. Även verkstadsindustrin knyter till stor del an till denna sektor genom företag som exempelvis  USNR som tillverkar maskiner till skogsindustrin. Transportmöjligheterna har stor betydelse för det lokala näringslivet. Största privata arbetsgivaren 2022 var Vallviks Bruk AB med 225 anställda. Kommunen själv var den största arbetsgivaren med 3 175 anställda.

### Infrastruktur

#### Transporter

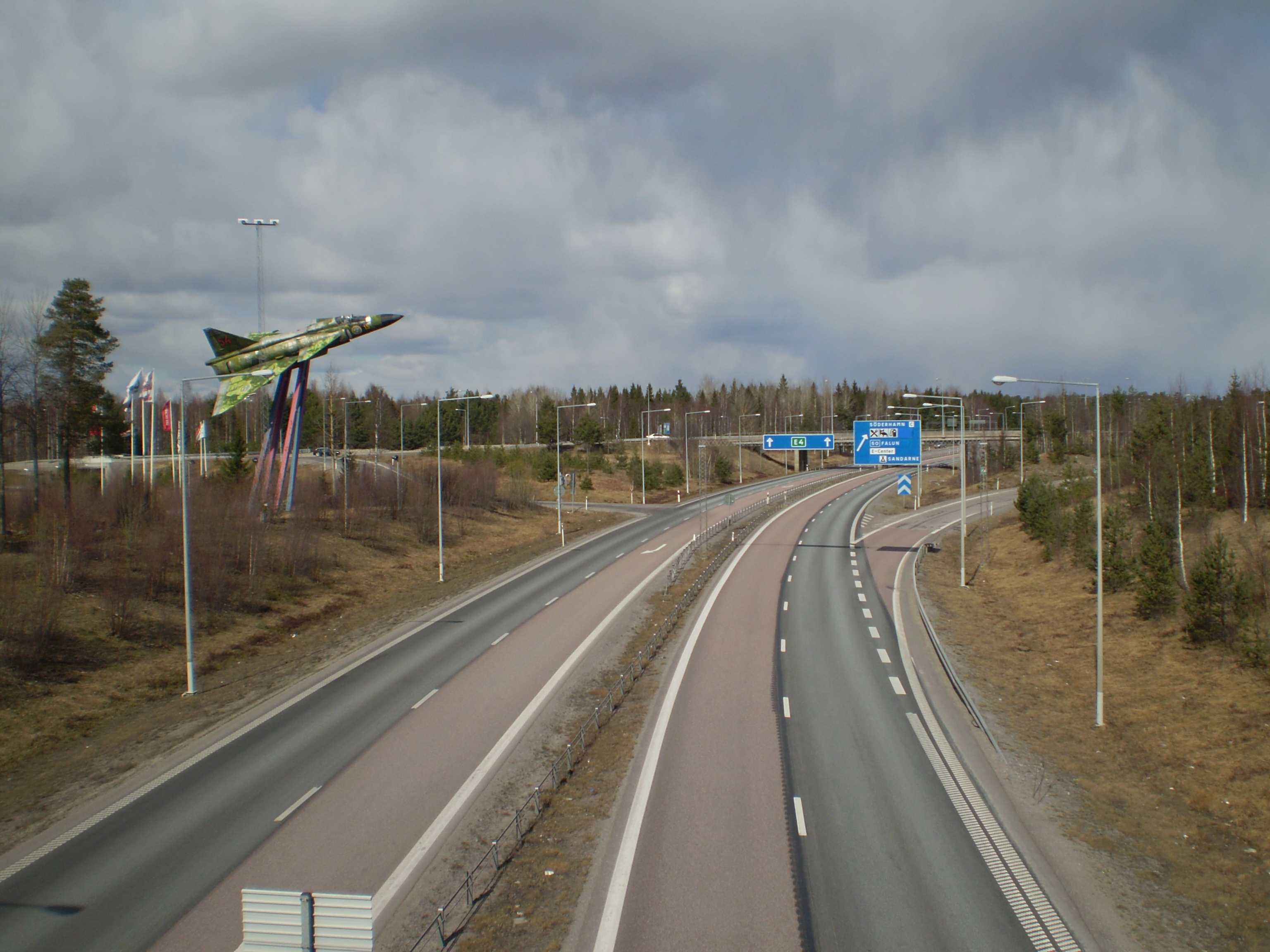
AJ 37 Viggen i Söderhamn (serienummer 37031), skänktes av Hälsinge flygflottilj (F 15), som en gåva till Söderhamn i samband med stadens 375-årsjubileum och flottiljens 50-årsårsjubileum år 1995. Flygplanet är uppsatt intill E4:an (avfart 206), där Sveriges första fyrfältsväg öppnades 1999.

Från söder till norr genomkorsas kommunen av Europaväg 4. I södra delen av kommunen går riksväg 83 genom tätorten Skog och vidare till grannkommunen i nordväst. Genom kommunen går även länsvägarna 272 och 301.
Järnvägshistorien i Söderhamns kommun inleds på 1850-talet då ett gällande anläggande av en järnväg mellan  Söderhamnsfjärden och sjön Bergviken och mellan Landaforsen och sjön Varpen hölls. Banan invigdes den 15 september 1861. Sträckan Söderhamn–Bergvik köptes upp av staten 1885 och den förlängdes till Kilafors. År 1927 invigdes Ostkustbanan. År 1953 elektrifierades järnvägssträckan Söderhamn–Kilafors, men persontrafiken på sträckan  lades ner 1971. Trafiken återuppstod igen 2019 i syfte att avlasta Ostkustbanan.
Söderhamns flygplats började nedmonteras efter att F15 lämnade Söderhamn på 1990-talet. Flygplatsen lades slutligen ner 2011. Omvärldsläget i början av 2020-talet har dock lett till att flygplatsen åter rustats upp och att bland annat kommunen och Länsstyrelsen i Gävleborgs län lyft att flygplatsen ska bli ny statlig beredskapsflygplats. Vidare har kommunen sex hamnar varav den djupaste är Orrskär (12,8 meter).

## Befolkning

### Demografi

#### Befolkningsutveckling
Kommunen har 24 545 invånare (31 december 2024), vilket placerar den på 108:e plats avseende folkmängd bland Sveriges kommuner.
| Befolkningsutvecklingen i Söderhamns kommun 1970–2020 | Befolkningsutvecklingen i Söderhamns kommun 1970–2020 | Befolkningsutvecklingen i Söderhamns kommun 1970–2020 | Befolkningsutvecklingen i Söderhamns kommun 1970–2020 | Befolkningsutvecklingen i Söderhamns kommun 1970–2020 |
| ----------------------------------------------------- | ----------------------------------------------------- | ----------------------------------------------------- | ----------------------------------------------------- | ----------------------------------------------------- |
|                                                       |                                                       |                                                       |                                                       |                                                       |
| År                                                    |                                                       |                                                       | Folkmängd                                             |                                                       |
| 1970                                                  | 1970                                                  |                                                       | 31 867                                                |                                                       |
| 1975                                                  | 1975                                                  |                                                       | 32 243                                                |                                                       |
| 1980                                                  | 1980                                                  |                                                       | 31 186                                                |                                                       |
| 1985                                                  | 1985                                                  |                                                       | 30 288                                                |                                                       |
| 1990                                                  | 1990                                                  |                                                       | 29 624                                                |                                                       |
| 1995                                                  | 1995                                                  |                                                       | 29 315                                                |                                                       |
| 2000                                                  | 2000                                                  |                                                       | 27 675                                                |                                                       |
| 2005                                                  | 2005                                                  |                                                       | 26 506                                                |                                                       |
| 2010                                                  | 2010                                                  |                                                       | 25 647                                                |                                                       |
| 2015                                                  | 2015                                                  |                                                       | 25 785                                                |                                                       |
| 2020                                                  | 2020                                                  |                                                       | 25 809                                                |                                                       |

#### Utländsk bakgrund
Den 31 december 2014 utgjorde antalet invånare med utländsk bakgrund (utrikes födda personer samt inrikes födda med två utrikes födda föräldrar) 2 951, eller 11,59 % av befolkningen (hela befolkningen: 25 456 den 31 december 2014). Den 31 december 2002 utgjorde antalet invånare med utländsk bakgrund enligt samma definition 1 575, eller 5,78 %

#### Invånare efter de vanligaste födelseländerna
Den 31 december 2014 utgjorde folkmängden i Söderhamns kommun 25 456 personer. Av dessa var 2 489 personer (9,8 %) födda i ett annat land än Sverige. I denna tabell har de nordiska länderna samt de 12 länder med flest antal utrikes födda (i hela riket) tagits med. En person som inte kommer från något av de här 17 länderna har istället av Statistiska centralbyrån förts till den världsdel som deras födelseland tillhör.
| Födelseland      | Födelseland                       | Födelseland |
| ---------------- | --------------------------------- | ----------- |
| 31 december 2014 |                                   |             |
| 1                | Sverige                           | 22 967      |
| 2                | Finland                           | 412         |
| 3                | Somalia                           | 301         |
| 4                | Afrika: Övriga länder             | 284         |
| 5                | Syrien                            | 248         |
| 6                | Asien: Övriga länder              | 167         |
| 7                | Europeiska unionen: Övriga länder | 151         |
| 8                | Irak                              | 137         |
| 9                | Afghanistan                       | 110         |
| 10               | Thailand                          | 106         |
| 11               | Europa utom EU: Övriga länder     | 97          |
| 12               | Tyskland                          | 64          |
| 13               | Sydamerika                        | 56          |
| 14               | Iran                              | 52          |
| 15               | Norge                             | 50          |
| 16               | Nordamerika                       | 48          |
| 17               | Bosnien och Hercegovina           | 44          |
| 18               | Turkiet                           | 41          |
| 19               | Polen                             | 39          |
| 20               | Kina                              | 28          |
| 21               | Danmark                           | 22          |
| 22               | Sovjetunionen                     | 11          |
| 23               | Island                            | 9           |
| 23               | / SFR Jugoslavien/FR Jugoslavien  | 9           |
| 25               | Okänt födelseland                 | 3           |
| 26               | Oceanien                          | 0           |

## Kultur

### Kulturarv
I byn Asta finns gården Erik-Anders, en av sju som ingår i världsarvet Hälsingegårdar. Unesco beskriver bland annat att "Gårdarna vittnar om en kultur som har försvunnit idag, men vars byggnader och interiörer med sina variationer, rikedom och kvalitet är exceptionellt väl bevarade och av enastående universellt värde". Bland byggnadsminnen i Söderhamns kommun hittas exempelvis Söderhamns station och kvarteret Hunden.

### Kommunvapen
Blasonering: I en sköld av silver en röd pinass med däruti ställda tvenne korslagda musköter av samma färg.
Söderhamns kommunvapen fastställdes av Kungl. Maj:t för den dåvarande Söderhamns stad 1927 och går tillbaka på ett sigill från stadens privilegiebrev (1620). Vid kommunbildningen fanns även vapen för Norrala och Söderala landskommuner. Dock beslöts att registrera stadsvapnet för den nya kommunen hos PRV år 1974.